# Rozszerzenie znaku liczby binarnej
Rozszerzenie znaku – w arytmetyce komputerowej operacja zwiększenia liczby bitów liczby binarnej przy jednoczesnym zachowaniu znaku tej liczby i jej wartości. Odbywa się to poprzez dołączanie cyfr binarnych na lewo od najbardziej znaczącego bitu.
Na przykład, jeśli sześć bitów jest używanych do przedstawienia liczby „00 1010” (w systemie dziesiętnym dodatnia liczba 10), a operacja przedłużenia znaku zwiększa długość słowa do 16 bitów, wówczas nowa reprezentacja tej liczby w słowie 16-bitowym to „0000 0000 0000 1010”. Wyraźnie widać, że zarówno wartość, jak i znak liczby są takie same jak przed operacją.
Jeśli dziesięć bitów jest używanych do przedstawienia wartości „11 1111 0001” (−15 w systemie dziesiętnym) przy użyciu kodu uzupełnień do dwóch, a znak jest rozszerzany tak, aby słowo miało długość 16 bitów. Nowa reprezentacja tej liczby to „1111 1111 1111 0001”. W ten sposób, wypełniając lewą stronę cyfrą „1”, zarówno znak ujemny, jak i wartość oryginalnej liczby są zachowywane.